# Pante Karya (Peusangan Siblah Krueng)
Pante Karya is een bestuurslaag in het regentschap Bireuen van de provincie Atjeh, Indonesië. Pante Karya telt 507 inwoners (volkstelling 2010).